# بیاووبوکی (استان پودکارپاتسکیه)
بیاووبوکی (به لهستانی:  Białoboki) یک روستا در لهستان است که در گمینا گاتش واقع شده‌است. بیاووبوکی ۷۰۹ نفر جمعیت دارد.